# HMS Furious (47)
HMS Furious (47) byla letadlová loď třídy Glorious postavená pro britské královské námořnictvo během první světové války. Byla třetí a poslední jednotkou této třídy. Podle původního projektu se mělo jednat o tzv. lehký bitevní křižník, téměř nepancéřované plavidlo s malým ponorem, nesoucí několik těžkých děl a sloužící k proniknutí do Baltského moře. Sesterské lodě HMS Glorious a HMS Courageous se však vůbec neosvědčily a Furious byl proto dokončen jako hybrid bitevní a letadlové lodě se vzletovou palubou na přídi a dělovou věží na zádi. Později bylo plavidlo přestavěno na klasickou letadlovou loď s průběžnou letovou palubou a v takové podobě se účastnilo i druhé světové války, ve které operovalo především ve Středomoří. Po válce bylo staré a opotřebované plavidlo sešrotováno.